# Pyhäranta
Pyhäranta este o comună din Finlanda.